# Афродайтис Чайлд
Афродайтис Чайлд (на английски: Aphrodite's Child) е гръцки прогресив рок състав, създаден през 1967 година от Вангелис Папатанасиу (клавирни), Демис Русос (бас китара и вокали), Лукас Сидерас (барабани и вокали) и Силвър Кулурис (китара).
Папатанасиу и Русос вече са с име в Гърция (преди това музицират във Форминкс и Айдълс, съответно), след което се събират със Сидерас и Кулурис, с цел сформиране на нова група. Името на новото начинание е привнесено от песен със същото название на Дик Кембъл от неговия албум „Sings Where It's At“ за Mercury Records.
Първата записана песен на групата е за Гиоргос Романос и неговия албум „In Concert and in Studio“, в който участват на четири песни и са назовани като „Вангелис и неговият оркестър“. През същата година записват демо от две песни, които са изпратени на Philips Records. Песента „Greek sound“ става много популярна във Франция, а след това и в Германия. Като връх в творчеството на групата и до днес се възприема концертният албум „666“, съдържащ библейски откровения. Известни песни на групата са
„Spring“, „Summer Winter and Fall“ и „Rain and Tears“, с която Демис Русос става много популярен.

## Дискография
- 1968 – „End of the World“
(LP, Mercury Records – 138 350 MCY)[4]
- 1969 – „It’s Five O’Clock“
(LP, Mercury Records – 6333 001)[5]
- 1972 – „666“
(LP, Vertigo – 6333 500)[6]
- 2002 – „Demis Roussos & Aphrodite's Child: Greatest Hits“, компилация
- 2016 – „Aphrodite's Child & Demis Roussos: 4 Albums Originaux“ (4 CD), компилация